# Skrjabinové
Skrjabinové (rusky Скрябины) je starý ruský šlechtický rod.

## Historie
Původně se jednalo o dva bojarské rody bez titulu (Morozovové a Travinové) a několik staroruských šlechtických rodů různého původu bez titulu. Větev Morozovů vyhasla v 16. století. Členové této větve měli nižší postavení v bojarské dumě.
Jedna z větví Skrjabinů, původem od Fjodora, mladšího syna bojara Timofeje Grigorjeviče Skrjaby Travina (stejně jako rod vojevůdce Michaila Fjodoroviče Skrjabina), byl v ženské linii spřízněn s vlivnými šlechtickými rody Borisových, Buninových, Kadnikovových, Mičurinových, Muromcevových, Rjazancevových ad.